# Українське необароко
Украї́нське необаро́ко — стильовий напрям в архітектурі історизму, що сформувався на початку XX століття в Україні. Основопложником напряму вважають Дмитра Михайловича Дяченка, серед інших відомих діячів цього стилю можна назвати Володимира Гнатовича Заболотного, Павла Федотовича Альошина і Сергія Прокоповича Тимошенка.

## Зародження українського необароко
Засновником стилю українського необароко вважається архітектор Дмитра Михайловича Дяченко (1887–1942). У селі Круглик архітектор, на замовлення, звів будинок А. Климова. Саме з цієї будівлі розпочалося формування нової течії в архітектурі, яке пізніше знайде свій відгук в архітектурі багатьох регіонів України, зокрема Києва.
У 1913–1915 роках Дяченко спроєктував приміщення земської лікарні в Лубнах. Молодий архітектор тоді вперше у своїй роботі звернувся до народних мотивів української архітектури. На відміну від інших колег (В. Г. Кричевського, О. Г. Сластіона) орієнтувався не на селянську архітектуру, а на високопрофесійне зодчество Мазепинської доби, на стилістику Мазепинського бароко, вбачаючи в цьому втілення української державницької традиції.

## Розвиток
Згідно концепції М. Ольховик «від Бароко до Бароко», художній стиль українське необароко є другим та третім етапами розвитку українського бароко, яке можна розділити на:
- класичне українське бароко XVII—XVIII ст.;
- модерну «першу хвилю» необароко (1910 — початок 1930-х років);
- постмодерну «другу хвилю» необароко (кінець 1980 — початок 2000-х років).

### Класичне українське бароко XVII—XVIII століть
Період другої половини XVII—XVIII століття називають епохою староукраїнської культури, тобто тієї, що передувала новій, створеній за останні три століття. Мистецтво тієї доби розвивається в стилі бароко, котрий проникає в усі культурні сфери і набуває свого розквіту у XVIII столітті як відоме всьому світові «українське бароко».
У цей період нового вигляду набуває Київ, створюється сучасний образ міста. Йде інтенсивне будівництво північного Лівобережжя, зокрема Чернігова. Типові споруди стилю бароко будуються на західноукраїнських землях, особливо у Львові. Народжується українська національна архітектурна школа, що дала світові таких відомих майстрів як І. Григорович-Барський, С. Ковнір, І. Зарудний.

### Перша хвиля

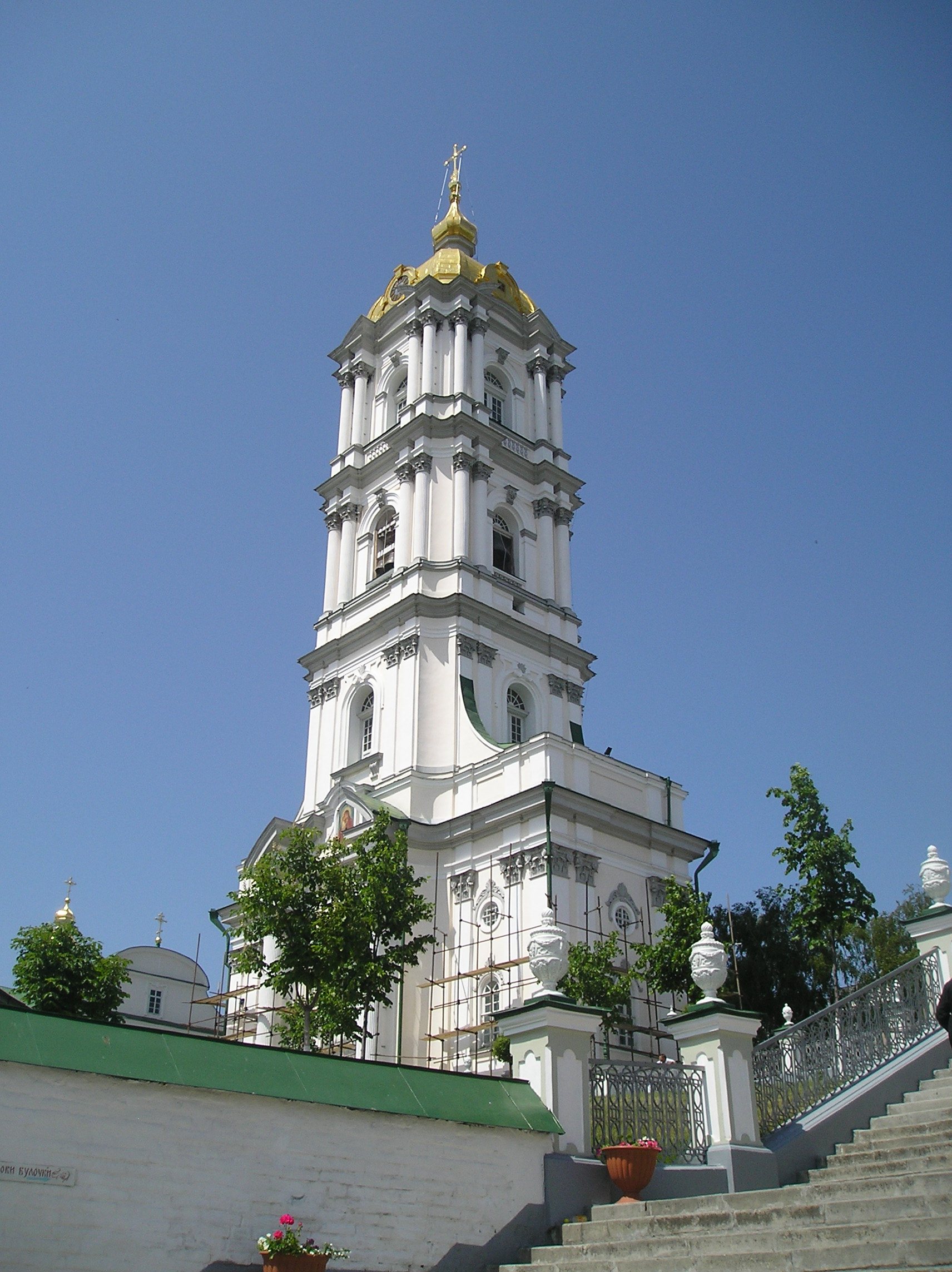
Дзвіниця Почаївської лаври, Київ

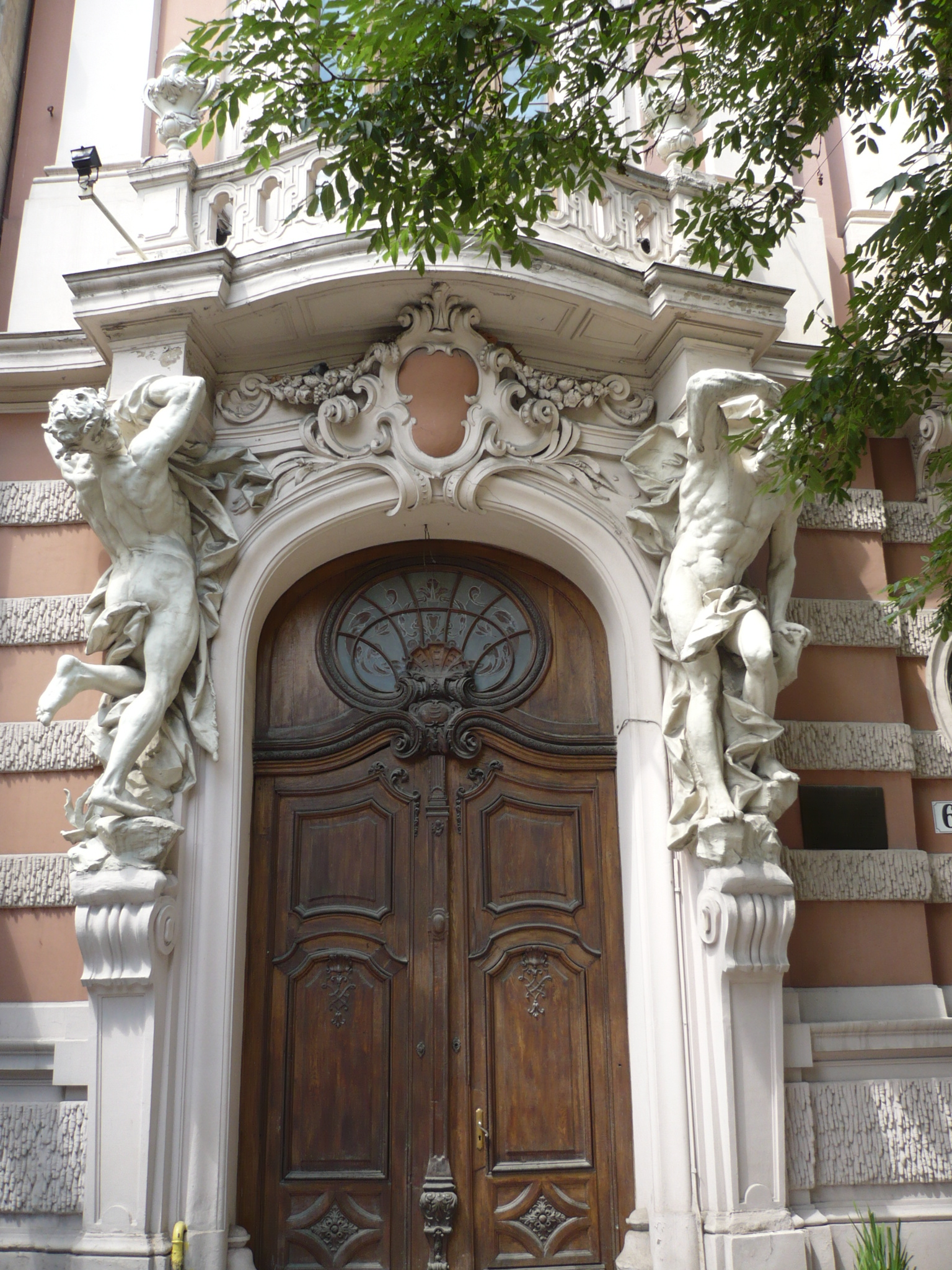
Будинок вчених, Львів

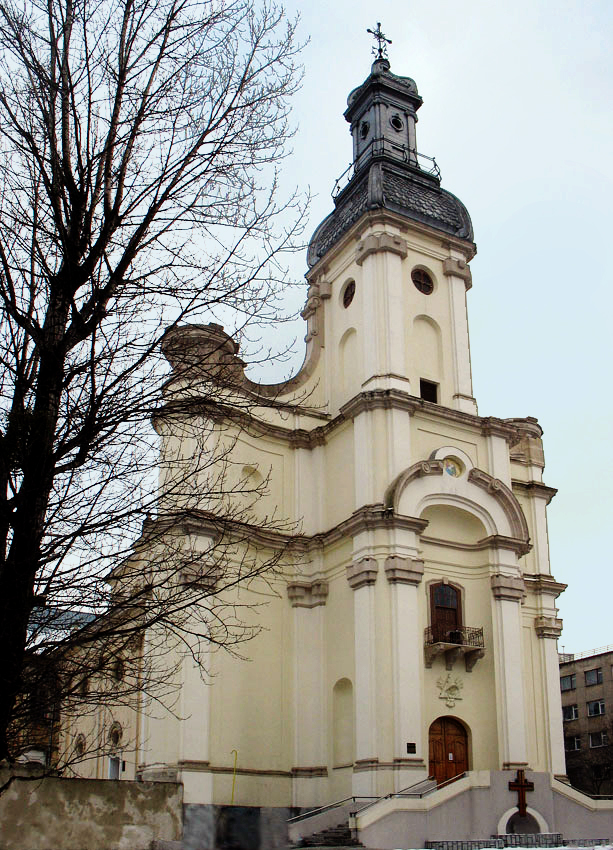
Костел Сакраменток, Львів

Початок «першої хвилі» українського необароко ознаменувався кардинальними змінами в українській архітектурі — становленням стилю український модерн, у межах якого з 1910-х рр. формувався необароковий напрям. Трохи згодом необарокові впливи поширились на інші мистецькі галузі.
Передумовами для цього стало українське національно-культурне відродження 1890–1914 рр., яке охопило усі галузі суспільного життя. Зростання національної свідомості спричинило до вивчення вітчизняної архітектури, етнографії, мистецтва та до впровадження цих знань у професійне мистецтво, в першу чергу, до архітектури. Одним зі стильових напрямів українського архітектурного модерну стало необароко.
Під час першого етапу розвитку українського необарокового стилю (1910–1917 рр.) необарокові риси з'явились в архітектурі культових, громадських та житлових будівель Полтавщини та Чернігівщини.
У 1910 році в Україні утворились два осередки створення проектів необарокових споруд та вивчення барокового спадку України. Першим із них був Київський осередок, де працювали історики, публіцисти та архітектори Г. Павлуцький, К. Широцький, П. Чайка, Г. Лукомський, П. Альошин, які опублікували низку теоретичних студій та створили проєкти кількох будівель. Другим був Петербурзький осередок, представлений студентами Інституту цивільних інженерів (Д. Дяченко, О. Литвиненко, Ф. Шумов, І. Кальбус, В. Січинський), які створювали проекти необарокових будівель для Полтавщини, Волині та Поділля.
Під час першого етапу становлення української необарокової архітектури споруджено міське народне училище у Чернігові (1912 р., архітектор І. Якубович), будинок Хреннікова у Катеринославі (1913 р., архітектор П. Фетісов), будинок Ф. Альошина у Києві (1914 р., архітектор П. Альошин), меморіальний храм на Козацьких могилах під Берестечком (1914 р., архітектор В. Максимов), земська лікарня у Лубнах (1915 р., архітектор Д. Дяченко) та ще кілька будівель.
Поступово в українському архітектурному необароко виокремилось дві течії. Перша, консервативна, зберігала традиційні форми, дещо їх осучаснюючи. Її представляли архітектори І. Кузнецов, Г. Лукомський, О. Литвиненко, П. Максимов, П. Альошин, Д. Дяченко. Новаційну течію представляли П. Фетисов, С. Тимошенко, ранній Д. Дяченко та І. Якубович, які поєднували національні архітектурні традиції зі стилями модерн та раціоналізм. Яскравими прикладами подібного симбіозу стали будівлі Української Сільськогосподарської академії у Києві (1925–1931 рр., архітектор М. Дяченко) та Київський залізничний вокзал (1928–1932 pp., архітектор О. Вербицький).
На заваді подальшого розвитку необарокової архітектури в Україні стали несприятливі соціально-політичні тенденції 1930-х років, і в першу чергу негативне ставлення радянського режиму до української барокової спадщини (яку вони вважали проявом «буржуазного націоналізму»), наслідком чого стало знищення по всій Україні значної кількості барокових храмів і репресії щодо української інтелігенції.

### Друга хвиля
Українське необароко «другої хвилі» стало своєрідною реакцією митців на події, що відбувались у тогочасному суспільстві: «перебудова» й розпад СРСР, утвердження української державної незалежності й пошуки національних культурних орієнтирів у новітньому глобалізованому світі.
Необарокові впливи мають місце й у сучасній українській архітектурі, що є закономірним, оскільки саме архітектурні пам'ятки українського бароко XVII—XVIII ст. найбільш чисельні і представницькі барокові мистецькі твори, що збереглись до нашого часу, і є культурною та туристичною окрасою багатьох українських регіонів. Як приклад таких впливів можна навести монументальні культові будівлі, спроєктовані ПП «Творча архітектурна майстерня „Шкрогаль“», Архітектурно-будівельною компанією «Жежерін» та Науково-проектним архітектурним бюро «ЛІЦЕНЗ і АРХ»: храми Св. Миколая (2002 р., с. Чайки Обухівського району Київської області), Преображення Господнього (2007 р., Київ, мікрорайон Теремки-2), Ікони Божої Матері Живоносне джерело (1996 р., Київ, масив Південна Борщагівка), Апостолів Петра і Павла (2008 р., Київ, вул. Стеценка), Святої Трійці (1995 р., Тернопіль)
До архітектурних барокових традицій народного зодчества у своїй творчості звертається й сучасний львівський архітектор Р. Сулик — автор проєктів 19-ти дерев'яних храмів, споруджених у Львові, Жидачеві, Шептицькому, інших населених пунктах Західної України.